# Пам'ятка природи місцевого значення «Колонія сірих чапель» (втрачена)
Пам'ятка природи місцевого значення «Колонія сірих чапель» (втрачена) була оголошена рішенням Черкаського облвиконкому №367 від 27.06.1972 (Чигиринське лісництво Чигиринського лісгоспзагу, кв 9, у Черкаській області). Площа –  5  га. 
Зазначена причина створення: «колонія сірої чаплі біля 200 гнізд».
Рішенням Черкаської обласної ради №354 від 21.11.1984 "Про мережу територій і об'єктів природно-заповідного фонду області" пам'ятка природи була скасована.
Скасування статусу відбулось із зазначенням причини «птахи відлетіли». .